# Саловаяха
Саловаяха (устар. Салова-Яха) — река в России, протекает по Ямало-Ненецкому АО. Устье реки находится в 38 км по левому берегу реки Тыдэоттаяха. Длина реки составляет 12 км.

## Данные водного реестра
По данным государственного водного реестра России относится к Нижнеобскому бассейновому округу, водохозяйственный участок реки — Пур, речной подбассейн реки — подбассейн отсутствует. Речной бассейн реки — Пур.
Код объекта в государственном водном реестре — 15040000112115300061043.